# Zawdzka Wola
Zawdzka Wola – wieś w Polsce położona w województwie kujawsko-pomorskim, w powiecie grudziądzkim, w gminie Łasin.

## Podział administracyjny
W latach 1975–1998 miejscowość administracyjnie należała do województwa toruńskiego.

## Demografia
Według Narodowego Spisu Powszechnego (III 2011 r.) wieś liczyła 152 mieszkańców. Jest piętnastą co do wielkości miejscowością gminy Łasin.

## Historia
W okresie międzywojennym w miejscowości stacjonowała placówka Straży Celnej „Zawdzka Wola”.

## Straż pożarna
We wsi znajduje się ochotnicza straż pożarna (OSP).